# Азійські ігри 2018
Азійські ігри 2018 року — мультиспортивне змагання, яке проходить в 2018 році в столиці Індонезії Джакарті і найбільшому місті острова Суматра Палембанг.
19 вересня 2014 року Олімпійська рада Азії, після відмови В'єтнаму від проведення ігор в Ханої через фінансові труднощі, оголосила про проведення Літніх Азійських ігор 2018 року в Індонезії.
Спочатку Олімпійська рада Азії планувала провести ці Ігри в 2019, а не в 2018 році, щоб XVIII Азійські ігри відбулися рівно за рік до Літніх Олімпійських ігор 2020 року, а не в той самий рік, що й Зимові Олімпійські ігри 2018 року. Після того, як їх присудили Індонезії, Олімпійська рада Азії відмовилася від цих планів і зберегла Ігри в 2018 році, щоб вони не втручалися в загальні вибори в Індонезії в 2019 році.

## Заявки
- Дубай, Об'єднані Арабські Емірати

Президент Олімпійської Ради Азії шейх Фахд ас-Сабах заявив, що Дубай розглядає питання про прийняття у себе ігор 2019 року. Раніше Дубай подавав заявку на проведення ігор 2014.
- Тайбей, Китайська Республіка (Тайвань)

Тайбей залишив заявку на Гаосюн повіту Тайбей (відомий як Новий Тайбей) в якості потенційного приймаючого міста ігор в березні 2010 р. Передбачається, що ігри можуть коштувати $19 млрд. Новий Тайбей може прийняти ігри 2019 року. 18 серпня 2010 року мер Тайбея оголосив, що Тайбей відправив заяву на ігри. У Тайбеї успішно пройшли Дефлімпійські ігри 2009.
Якщо Тайвань отримує можливість проводити ігри, будуть побудовані нові об'єкти. Вони будуть включати в себе медіа-центри, головний стадіон на 60 000 місць, багатофункціональний спортзал на 10 000 місць, басейн, а також нові смуги для їзди на велосипеді і зали для стрільби з лука.
- Ханой, В'єтнам

В'єтнамський олімпійський комітет направив заявку на проведення ігор.
- Нью-Делі, Індія

В Індії відбулися Ігри Співдружності 2010 і двоє азійських ігор в 1951 і 1982 роках. Повідомлялося, що вони були зацікавлені в іграх 2019. Проте, 2 серпня 2010 року уряд відхилив заявку на ігри, на тлі звинувачення в корупції в 2010 році на Іграх Співдружності. Міністерство спорту підтвердило свою відмову від заяви 4 листопада 2010 р. Однак, Рандхир Сінгх заявив 11 листопада 2010 року, що Індія бере участь в отриманні права на проведення ігор.

### Відкриття

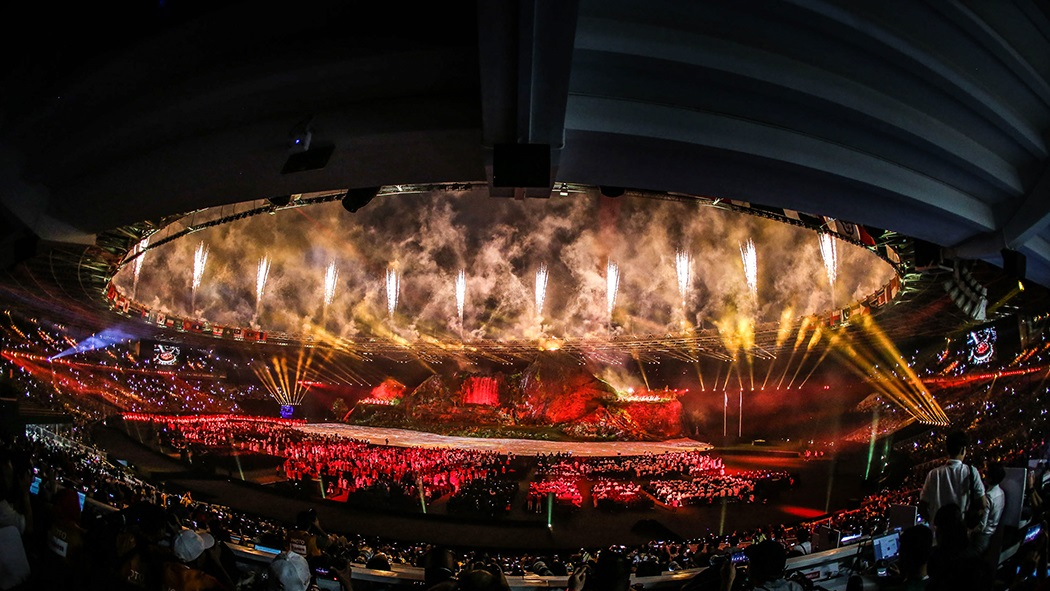
Церемонія відкриття

## Скасовані заявки
- Гонконг, Китай

Це буде друга спроба Гонконгу після заявки на проведення Азійських ігор 2006. Тімоті Фок, президент Гонконгського олімпійського комітету, вважає, що це буде підтримувати інвестиції в інфраструктуру спорту, на що вони готові витратити HK$ 1 млрд. 14 січня 2011 року Комітет з фінансів із Законодавчої ради відкинув бюджет, поданий урядом, скасовуючи заявку для Азійських ігор 2023.
- Куала-Лумпур, Малайзія

Малайзія подала заявку в січні 2010 року. Міністр спорту заявив, що успіх в 2019 може підвищити рівень місцевого спорту. Однак, малайзійський політик Ахмад Шабері Чік повідомив журналістам 1 вересня 2010 року, що Малайзія знімає заявку через фінансові труднощі.

## Ігри

### Змагання

#### Бокс
- Бокс на літніх Азійських іграх 2018

#### Легка атлетика
- Легка атлетика на літніх Азійських іграх 2018

## Медальний залік
Країна-господарка змагань 
| Місце  | Країна            | Золото | Срібло | Бронза | Загалом |
| ------ | ----------------- | ------ | ------ | ------ | ------- |
| 1      | Китай             | 102    | 67     | 50     | 219     |
| 2      | Японія            | 52     | 47     | 63     | 162     |
| 3      | Республіка Корея  | 37     | 42     | 50     | 129     |
| 4      | Індонезія         | 30     | 22     | 36     | 88      |
| 5      | Іран              | 19     | 16     | 17     | 52      |
| 6      | Китайський Тайбей | 13     | 17     | 21     | 51      |
| 7      | Узбекистан        | 12     | 17     | 16     | 45      |
| 8      | КНДР              | 12     | 8      | 11     | 31      |
| 9      | Індія             | 11     | 20     | 23     | 54      |
| 10     | Таїланд           | 9      | 13     | 36     | 58      |
| 11     | Бахрейн           | 9      | 3      | 6      | 18      |
| 12     | Казахстан         | 9      | 9      | 34     | 51      |
| 13     | Гонконг           | 3      | 11     | 15     | 29      |
| 14     | Малайзія          | 3      | 8      | 6      | 17      |
| 15     | ОАЕ               | 3      | 6      | 3      | 12      |
| 16     | Сингапур          | 3      | 4      | 10     | 17      |
| 17     | Катар             | 3      | 3      | 1      | 7       |
| 18     | Монголія          | 3      | 2      | 5      | 10      |
| 19     | Філіппіни         | 3      | 0      | 12     | 15      |
| 20     | В'єтнам           | 2      | 11     | 13     | 26      |
| 21     | Киргизстан        | 2      | 5      | 9      | 16      |
| 22     | Йорданія          | 2      | 1      | 8      | 11      |
| 23     | Кувейт            | 2      | 1      | 0      | 3       |
| 24     | Камбоджа          | 2      | 0      | 1      | 3       |
| 25     | Макао             | 1      | 2      | 1      | 4       |
| 26     | Ліван             | 1      | 1      | 2      | 4       |
| 27     | Ірак              | 1      | 1      | 0      | 2       |
| 28     | Корея             | 1      | 0      | 2      | 3       |
| 29     | Лаос              | 0      | 2      | 2      | 4       |
| 30     | Саудівська Аравія | 0      | 2      | 1      | 3       |
| 31     | Туркменістан      | 0      | 1      | 2      | 3       |
| 32     | Таджикистан       | 0      | 1      | 0      | 1       |
| 33     | Пакистан          | 0      | 0      | 3      | 3       |
| 34     | М'янма            | 0      | 0      | 2      | 2       |
| 35     | Афганістан        | 0      | 0      | 1      | 1       |
| 35     | Сирія             | 0      | 0      | 1      | 1       |
| Всього | Всього            | ?      | ?      | ?      | ?       |